# Astrangia atrata
Astrangia atrata är en korallart som först beskrevs av Dennant 1906.  Astrangia atrata ingår i släktet Astrangia och familjen Rhizangiidae. Inga underarter finns listade i Catalogue of Life.